# Beny Parnes
Beny Parnes é um economista brasileiro, ex-diretor de Assuntos Internacionais do Banco Central do Brasil. Foi casado com Patrícia Carlos de Andrade, com quem teve três filhos.

## Vida acadêmica
Parnes graduou-se em economia no início da década de 1980 pela Pontifícia Universidade Católica do Rio de Janeiro, onde foi colega de Armínio Fraga (presidente do BC entre 1999 e 2002). Entre 1986 e 1987, fez o mestrado em economia pela mesma instituição e em seguida partiu com a família para os Estados Unidos, onde fez doutorado na Universidade da Pensilvânia, apesar de não ter concluído sua tese, especializando-se em macroeconomia e finanças internacionais.

## Vida profissional
Ao retornar ao Brasil em 1991, Parnes foi trabalhar para o banco BBM do Rio de Janeiro. De 1994 a 1995 foi funcionário do banco Matrix, mas voltou ao BBM em seguida.
Em 27 de novembro de 2001, foi convidado por Armínio Fraga para assumir a diretoria de Assuntos Internacionais do Banco Central do Brasil (cargo que o próprio Armínio havia ocupado entre 1991 e 1992), em substituição à Daniel Gleizer. Parnes foi empossado em janeiro de 2002 e permaneceu no cargo durante a transição (2002-2003) do governo Fernando Henrique Cardoso para o governo de Luiz Inácio Lula da Silva.
Em 10 de setembro de 2003, alegando razões pessoais, Parnes encaminhou o seu pedido de demissão ao ministro da Fazenda, Antonio Palocci. O economista Alexandre Schwartsman foi então indicado para ocupar o cargo.
Parnes retornou imediatamente ao BBM, onde ficou até 2013, ingressando como sócio e economista-chefe da gestora de recursos SPX Capital, empresa onde trabalha até hoje.
Em 2007 recebeu o prêmio de melhor gestor especialista de fundos alavancados, concedido pela revista Exame.

## Controvérsias
Em 2003, Parnes teve o seu nome incluído na CPI do Banestado sob a acusação de remessa ilegal do equivalente a R$ 6,6 milhões para Nassau, ilhas Bahamas (conhecido paraíso fiscal). Parnes alegou que o valor referia-se à venda de participações societárias no banco BBM, e fez quatro retificações de sua declaração de imposto de renda para ajuste das informações. No relatório final da comissão, Parnes (e todos os demais integrantes e ex-integrantes do Banco Central do Brasil citados), foram isentados pelo relator, José Mentor (PT-SP), o que provocou protestos do presidente da CPMI, senador Antero Paes de Barros (PSDB-MT).